# Family Computing

Family Computing est un magazine américain des années 1980, qui se spécialise en couverture médiatique des ordinateurs personnels. Édité par Scholastic, il contient un mélange de commentaires sur des produits, d'articles tutoriels et de codes à copier dans le terminal.

## Historique
Le premier numéro du magazine est publié en septembre 1983. Il se démarque rapidement en raison du grand nombre de systèmes dont il assure la couverture, en particulier des systèmes abandonnés comme le Coleco Adam et le TI-99/4A, qui restent traités longtemps après que les autres magazines ont arrêté d'en parler. Une série télévisée est également produite sur Lifetime et présentée par Larry Sturholm ; au moins 26 épisodes sont produits.
Une autre chronique du magazine est écrite par Joey Latimer et parle de musique,. La section se concentre surtout sur des petits programmes en BASIC qui, une fois assemblés, jouent une petite musique.
Après le krach du jeu vidéo de 1983, le magazine commence à se concentrer sur les ordinateurs de bureau à la maison, commençant à couvrir des sujets non directement liés aux ordinateurs, comme les fax et les fournitures de bureau. Les articles commencent à inclure des sujets comme comment créer son propre emploi à domicile et comment mieux gérer son temps. Le titre du magazine devient Family & Home Office Computing puis Home Office Computing et parle de moins en moins du sujet des ordinateurs familiaux.
En janvier 1998, Scholastic vend les droits de la série à Freedom Technology Media Group qui prend le relais de la publication jusqu'à avril 2001.

## Section K-Power
Les élèves du lycée Stuyvesant écrivent une chronique spéciale, visant les adolescents et nommée K-Power d'après une autre publication dont l'impression est rapidement annulée. La section est supprimée en juillet 1987, alors que le magazine s'oriente de plus en plus vers l'informatique de bureau.